# جوناتان جرمانو
جوناتان جرمانو (انگلیسی: Jonatan Germano؛ زادهٔ ۳۱ مهٔ ۱۹۸۸) بازیکن فوتبال اهل آرژانتین است.
از باشگاه‌هایی که در آن بازی کرده‌است می‌توان به باشگاه فوتبال استودیانتس، باشگاه فوتبال ملبورن سیتی، و باشگاه فوتبال رییکا اشاره کرد.